# 박물관 배

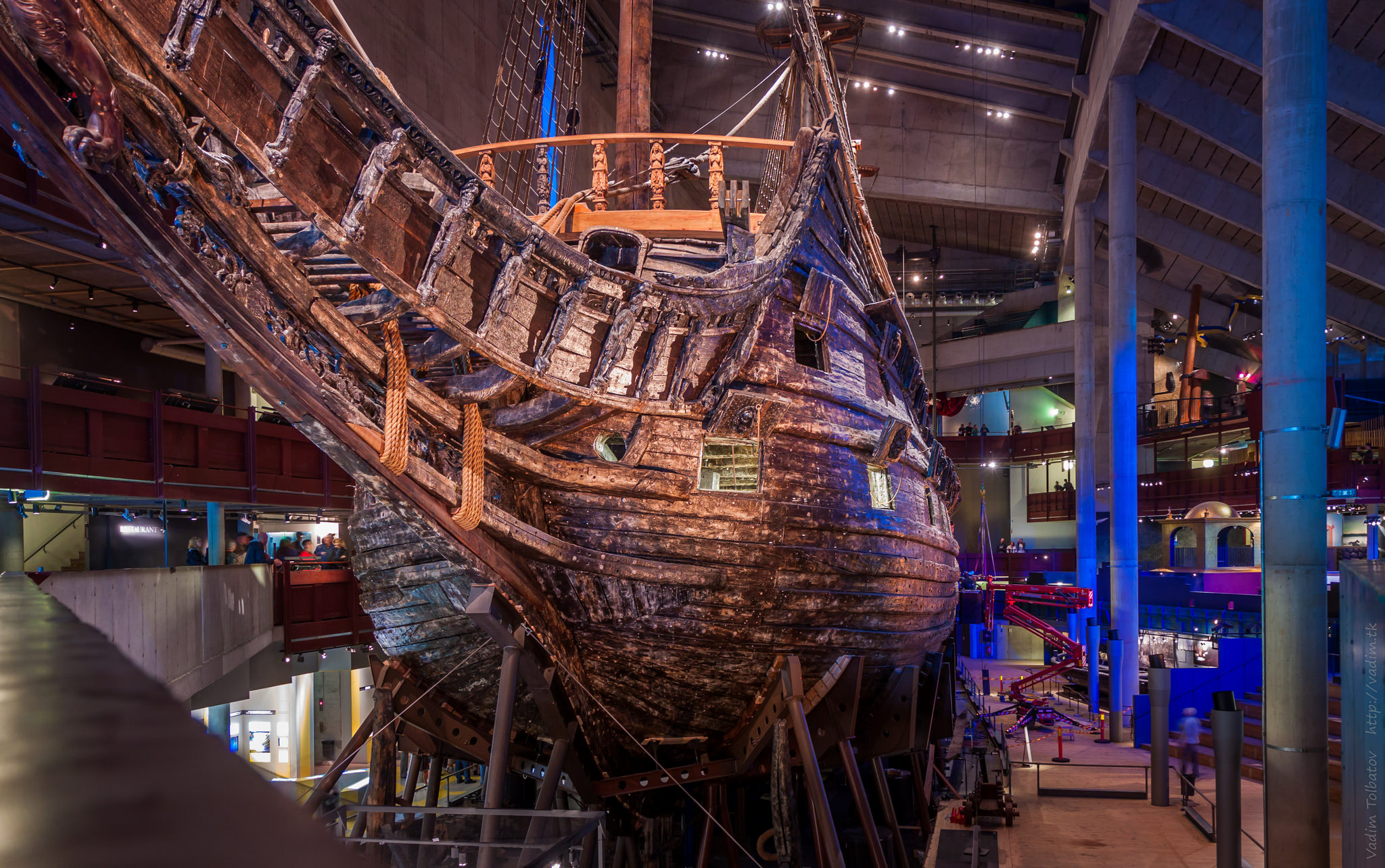
스웨덴 스톡홀름에 전시된 18세기 전함 바사호

박물관 배(博物館-)는 오래된 선박 중 교육·기념 등의 목적으로 박물관에 보존되어 공개하는 배를 말한다. 청소년의 교육 및 선원 모집의 목적 등으로 사용되고 있으며, 정상적인 항해나 이동이 가능한 선박은 극소수이다. 세계에는 수백 척의 박물관배가 해양 박물관의 전시물로 있으며, 혹은 그 자체가 해양 박물관인 것도 있다.